# Bristol Boxkite
Boxkite (oficjalnie Bristol Biplane) – pierwszy samolot produkowany przez British and Colonial Aeroplane Company (późniejsza nazwa Bristol Aeroplane Company). Ten dwupłat w układzie pchającym, oparty na udanym projekcie Farmana III, był jednym z pierwszych typów samolotów produkowanych w dużych ilościach. Samolot był używany przez Bristol w celach szkoleniowych w szkołach lotniczych w Larkhill i w Brooklands, więc wielu pierwszych brytyjskich lotników uczyło się na nich latać. Cztery z nich nabyło ministerstwo wojny, a inne egzemplarze sprzedano do Rosji i Australii. Służył jako samolot treningowy aż do wybuchu I wojny światowej.

## Tło historyczne
Początkowo sir George White, założyciel i prezes Bristol Aircraft, zamierzał produkować licencyjne kopie dwupłatu Zodiac projektu Gabriela Voisina. Jeden egzemplarz tej maszyny został sprowadzony z Francji i wystawiony przez Bristol w marcu 1910 r. podczas wystawy 1910 Aero w Londynie, a następnie zabrany do Brooklands na testy w locie. Pierwsze próby lotu były całkowicie nieudane. Było to spowodowane przede wszystkim nieodpowiednim profilem skrzydła (niewielkie wygięcie powierzchni skrzydeł Zodiaca było komentowane w czasopiśmie lotniczym „Flight”), ale samolot miał też zbyt małą moc w stosunku do masy i nowe skrzydła niewiele poprawiły osiągi. 28 maja Maurice’owi Edmondowi udało się odbyć jeden krótki lot, ale po wypadku, w którym 10 czerwca uszkodził podwozie, zaniechano dalszych rób, podobnie jak prac nad pięcioma kolejnymi egzemplarzami w Filton. Sir George’owi poradzono nabyć prawa do produkcji kopii udanego dwupłatu Farmana. Po negocjacjach George’a Holta Thomasa z przedsiębiorstwem Farmana okazało się to niemożliwe, ale George Challenger, główny inżynier w fabryce Bristola w Filton, uważał, że jest w stanie produkować wystarczająco dobre kopie, od kiedy wszystkie szczegóły maszyny Farmana zostały opublikowane we „Flighcie”. Sir George zgodził się na to, a Challenger zabrał się do pracy nad schematami nowego samolotu. Pierwszy egzemplarz został skonstruowany w ciągu kilku tygodni przy użyciu niektórych części pozostałych z przerwanej budowy Zodiaców, które zostały dostarczone do należącej do firmy szkoły lotniczej w Larkhill na Salibury Plain, gdzie 30 lipca 1910 r. odbył się pierwszy lot. Za sterami siedział Maurice Edmond. Farman zaskarżył Bristol o naruszenie praw patentowych, ale prawnicy firmy wskazali istotne ulepszenia projektu w dziedzinie detali konstrukcyjnych i proces umorzono.

## Projekt i rozwój
Boxkite był dwumiejscowym dwupłatem ze sterem wysokości umieszczonym na wysięgnikach przed skrzydłami i z usterzeniem składającym się z pary stateczników poziomych utrzymujących stery wysokości i pary sterów kierunku zamocowanych na wysięgnikach za skrzydłami. Nie było stałych pionowych powierzchni sterowych. Kontrola kierunkowa była sprawowana dzięki lotkom zamocowanym na wszystkich, górnych i dolnych, skrzydłach. Były one jednokierunkowe, liny kontrolujące je poruszały nimi tylko w dół, a strumień powietrza przywracał je do pozycji neutralnej. Skrzydła i tylne powierzchnie sterowe pokryto z jednej strony płótnem. Inne powierzchnie pokryto po obu stronach. Moc była zwykle zapewniana przez rotacyjny silnik Gnome o mocy 50 KM (37 kW), jednak stosowano też inne jednostki. Silnik był zamontowany na dwóch solidnych drewnianych belkach, umocowanych powyżej niższych skrzydeł; ciągnęły się dalej do przodu, utrzymując siedzenia ustawione w tandem. Siedzenie pilota znajdowało się nad krawędzią natarcia skrzydła. Podwozie składało się z pary długich płóz, do których zamocowano po parze resorowanych linami do bungee kół, i pojedynczej resorowanej płozy ogonowej zamontowanej poniżej krawędzi natarcia niższego statecznika poziomego. Dwa pierwsze Boxkite’y, oznaczone numerami 7 i 8, nieco się różniły od później produkowanych samolotów. Przednie wysięgniki były zakotwiczone parą pionowych zastrzałów i były przytwierdzone do końców środkowych rozpórek. Ten układ przejęto z Zodiaca, co było konieczne w tym samolocie, ponieważ przedni dźwigar skrzydła nie był krawędzią natarcia. W dodatku tylny ster kierunku miał prostą krawędź spływu. Nr 8 miał dwupowierzchniowe skrzydła, a skrzydła Nr 7 były jednopowierzchniowe, z żebrami schowanymi w osłonach, jak w seryjnych samolotach. Nr 7 miał początkowo zamontowany silnik Grégoire o mocy 50 KM (37 kW), ale do pierwszego lotu zmieniono go na Gnome, jednak Grégoire był później używany do prób. Nr 8 napędzał E.N.V. o mocy 50 KM (37 kW).
Pierwsze zbudowane egzemplarze miały równą rozpiętość górnych i dolnych skrzydeł, jednak większość samolotów miała powiększone górne skrzydła i były znane jako wersja wojskowa. Egzemplarze sprzedane rosyjskiemu rządowi i pierwszy samolot sprzedany brytyjskiemu rządowi miały zamontowany trzeci ster kierunku zwieszony na środkowej rozpórce krawędzi natarcia statecznika poziomego, ale nie było to regułą. 
Wyprodukowano dwa Boxkite’y w wersjach wyścigowych. Pierwszy z nich, nr 44, zbudowano do zawodów 1911 Circuit of Europe. Był jednomiejscowy, miał mniejszą rozpiętość skrzydeł i gondolę dla pilota, podobnie jak Bristol Type T. Drugi, nr 69, został przeprojektowany przez Gabriela Voisina, którego Bristol zatrudnił jako konsultanta. Ten egzemplarz był bez przedniego steru wysokości, miał jednopłatowy ogon i mniejszą przestrzeń między skrzydłami. Przetestowano go w lutym 1912 r. w Larkhill, ale okazał się ewidentnie nieudany; wkrótce potem przerobiono go na zwykłego Boxkite’a. W listopadzie 1912 r. maszyna rozbiła się.
Produkcję zakończono 1914 r. po zbudowaniu 78 egzemplarzy, z czego 60 w wersji wojskowej, jednej wyścigowej (Nr 44) i jeden w wersji Voisina (Nr 69). Oprócz sześciu ostatnich wszystkie samoloty wyprodukowano w Filton. Pozostałe sześć zbudowała Tramway Company w Brislington.

## Historia eksploatacji
Po udanych lotach na Salisbury Plain nr 7 i nr 8, ten drugi został wysłany do Lanark na odbywający się tam w sierpniu zlot. Te samoloty zostały wybrane do bristolskiej szkoły lotniczej, nr 7 w Brooklands, a nr 8 w Larkhill. We wrześniu ukończono i dostarczono do Larkhill trzecią maszynę, która w tym samym miesiącu razem z pierwszym egzemplarzem wzięła udział w manewrach wojskowych na Salisbury Plain. Nr 8, pilotowany przez Bertrama Dicksona, został schwytany przez oddział Błękitnej Kawalerii, gdy pilot wylądował w celu złożenia przez telefon raportu. Za sterami numeru 9 zasiadł Robert Loraine. Ten samolot został wyposażony w nadajnik radiowy do testów i był pierwszym samolotem w Wielkiej Brytanii, z którego wysłano wiadomość radiową. 
Między 11 a 16 listopada wykonano w Bristolu serię lotów pokazowych. Na Durdham Down zbudowano tymczasowe hangary, a choć loty były ograniczone przez pogodę, w sobotę niemal dziesięciotysięczny tłum widział Maurice’a Tetarda podczas piętnastominutowego lotu. Najbardziej spektakularne loty miały miejsce w następny wtorek, gdy między 7 a 9 wykonano około dziesięciu lotów, w tym piętnastominutowy lot Tetarda, podczas którego przeleciał nad Clifton Suspension Bridge i zatoczył koło nad przedmieściami Redland i Westbury. Warunki pogodowe pogorszyły się i po południu odbył się tylko jeden lot, podczas którego Terard zakreślił jedno koło i skrócił lot z powodu gwałtownych wiatrów wywołanych bliskością wąwozu Avon. Ostatniego dnia od rana zebrały się tłumy, ale wiatr uniemożliwił loty. O wpół do czwartej ogłoszono, że więcej lotów nie odbędzie się. Mimo to Tetard wykonał krótki lot po linii prostej, osiągając nie więcej niż 20 stóp wysokości, i zebrał „radosną owację” od liczącego ok. 12 000 osób tłumu. 14 marca 1911 r. brytyjskie ministerstwo wojny zamówiło cztery Boxkite’y dla planowanego Air Battalion Royal Engineers, co było pierwszą umową na samolot wojskowy dla brytyjskiej armii. Pierwszy Boxkite, napędzany silnikiem Gnome o mocy 50 KM, dostarczono do Larkhill 18 maja tego samego roku. Po ponad roku przyszło zamówienie na kolejne cztery Boxkite’y. Ten typ był używany głównie do szkolenia. Były nieprzerwanie używane w Air Battalion i Royal Flying Corps (RFC) do grudnia 1912 r. W związku z wybuchem I wojny światowej RFC kupiły od bristolskiej szkoły lotniczej cztery kolejne Boxkite’y, z czego ostatni skasowano w lutym 1915 r. Royal Naval Air Service (RNAS) też używał Boxkite’ów jako samolotów treningowych w ośrodkach szkoleniowych w Eastnourne, Eastchurch i na lądowisku w Hendon przynajmniej do 1915 r.
Większość wyprodukowanych samolotów używano w bristolskich szkołach lotniczych w Brooklands i w Larkhill. Te ośrodki odpowiadają za wyszkolenie prawie połowy pilotów, którzy przed I wojną światową zdobyli w Wielkiej Brytanii licencję. Wielu wybitnych pilotów zdobyło licencje na Boxkitcie, w tym generał brygady Henderson, pierwszy dowódca Royal Flying Corps, który zdobył licencję po niecałym tygodniu szkolenia.

### Australia
Pod koniec listopada dwa Boxkite’y przewieziono do Australii na trasę promocyjną. W Australii nr 10 był początkowo pilotowany przez Josepha Hammonda, który 3 stycznia 1911 r. wykonał pierwszy lot samolotem w zachodniej Australii z Belmont Park Racecourse. 20 lutego 1911 r. Hammond wykonał pierwszy w Australii długodystansowy lot krajowy z Altona Bay do Geelong w Wiktorii, a 23 lutego, też w Altona Bay, wykonał pierwszy w Australii lot z pasażerem, wziąwszy na pokład swojego mechanika Franka Colesa na trwający 7,5 minuty lot. Później tego samego dnia zabrał swoją żonę na lot o długości 12,5 minuty, dzięki czemu stała się ona pierwszą latającą kobietą w Australii. Oficjalni obserwatorzy z australijskiej armii widzieli te prezentacje i także zostali zaproszeni na lot. Mimo że raporty były życzliwe, nie zamówiono żadnego samolotu. Po lotach w Melbourne Hammond wrócił do domu w Nowej Zelandii i pokazy w Sydney wykonał jego asystent, Ledlie Macdonald, który 6 maja wziął na dwudziestopięciominutowy lot nad Sydney fotografa Daily Telegraph, dzięki czemu powstały pierwsze lotnicze zdjęcia w Australii. Do 19 maja nr 10 w 72 lotach pokonał w sumie 765 mil. Nr 11, jeszcze w kontenerze, sprzedano W.E. Hartowi z Penrith, który dzięki temu samolotowi został pierwszym Australijczykiem, który zdobył licencję pilota w Australii. 
Boxkite został później zamówiony przez Central Flying School, pierwszą lotniczą jednostkę w Australii. Samolot nr 133 zaprezentował 1 marca 1914 r. pierwszy lot przed CFS, co było pierwszym oficjalnym lotem wojskowym w Australii. Został spisany ze stanu w 1917 r. Drugi Boxkite, który wszedł do służby w CFS, został tak naprawdę zbudowany przez ośrodek szkoleniowy po tym, jak Bristol zaprzestał zbierania zamówień. Tym samym Boxkite stał się pierwszym wojskowym samolotem zmontowanym w Australii. W sumie w CFS służyły cztery Boxkite’y, szkoląc pilotów podczas I wojny światowej.

### Indie
Kolejne dwa egzemplarze wysłano do Indii, w tym nr 12, pierwszy Boxkite z powiększonymi górnymi skrzydłami. W Indiach pierwszy lot wykonał Henri Jullerot 6 stycznia 1911 r. w Kalkucie przed stutysięcznym tłumem. Zaproszono go do wzięcia udziału w planowanych manewrach kawalerii w Deccan. Jullerot odbył wiele lotów z kapitanem Seftonem Branckerem w roli obserwatora. Wziął też udział w manewrach północnej kawalerii w Karghpur. Warunki latania pogorszyły się, miało miejsce wiele twardych lądowań spowodowanych terenem i ostatecznie nr 9 został skanibalizowany na części zapasowe w celu utrzymania nr 12 w stanie lotnym.

### Inny eksport
Egzemplarze nr 27 i 28 sprzedano Belgowi Josephowi Christiaensowi, który 16 marca 1911 r. wykonał nim pierwszy lot samolotem w Singapurze. Następnie wziął maszynę do południowej Afryki i wykonał serię lotów pokazowych w Pretorii. Christiaens sprzedał nr 28 Johnowi Westonowi, który poza tym został przedstawicielem bristolskiej firmy w południowej Afryce. Inne egzemplarze sprzedano do Niemiec (2), Hiszpanii (2) i pojedyncze maszyny do Rumunii, Indii, Bułgarii i Szwecji.

## Latające repliki
Żaden oryginalny Bristol Boxkite nie przetrwał do dzisiaj, jednak grupa F.G. Miles zbudowała trzy wiarygodne, latające repliki do filmu „Ci wspaniali mężczyźni w swych latających maszynach”. Początkowo były napędzane czterocylindrowymi silnikami w układzie bokser Rolls-Royce Continental A65 o mocy 65 KM (48 kW), chłodzonymi powietrzem, ale dawały one niewystarczającą  moc. To charakterystyczne dla silników z połowy XX w. o mniejszym skoku i wyższych obrotach, napędzających nowoczesne śmigło o małej średnicy, co było mało wydajne przy małej prędkości osiąganej przez Boxkite’a, który oryginalnie używał wolniej obracającego się, siedmiocylindrowego Gnome Omega o mocy 50 KM. Skutkowało to wymianą silników o przeciwległym układzie cylindrów o mocy 65 KM na silniki Continental O-200-B o mocy 90 KM (57 kW). Udowodniły wystarczające właściwości lotne do długich lotów krajowych między planami zdjęciowymi. Innym dowodem solidności konstrukcji jest fakt, że obliczenia wykonane w celu otrzymania koniecznego certyfikatu zdolności do lotu wykazały, że obciążenia konstrukcji są bardzo zbliżone do współczesnych wymagań. Po zakończeniu zdjęć jeden egzemplarz wysłano do Bristol City Museum and Art Gallery, drugi do Shuttleworth Collection w Bedfordshire, gdzie ciągle lata podczas pokazów lotniczych, jeśli pogoda na to pozwala, a trzeci do Muzeum Australijskich Sił Powietrznych w Queensland.
Skonstruowano nową replikę Bristola Boxkite’a na Australian Centenary of Military Aviation Air Show 2014. Samolot odbył lot testowy 11 września 2013 r. w RAAF Base Williams w Point Cook. Replika Boxkite’a była budowana w RAAF Museum przez siedem lat i została wystawiona w muzeum.

## Dane techniczne (wersja wojskowa)
Dane z  C.H. Barnes: Bristol Aircraft Since 1910.
Ogólna charakterystyka
- Załoga: 2
- Długość: 11,73 m
- Rozpiętość skrzydeł: 14,17 m
- Wysokość: 3,61 m
- Powierzchnia skrzydeł: 48,03 m²
- Masa własna: 408 kg
- Maksymalna masa startowa: 522 kg
- Napęd: 1 × tłokowy silnik rotacyjny Gnome Omega o mocy 50 KM (37 kW)

Osiągi
- Prędkość maksymalna: 64 km/h
- Obciążenie skrzydeł: 10,9 kg/m²
- Stosunek mocy do masy: 70,9 W/kg

## Wojskowi użytkownicy
- Australia
  - Central Flying School, Australian Flying Corps w Point Cook w Wiktorii. Australia używała w latach 1914-1918 czterech Boxkite’ów. Pierwszy wyprodukowano w British & Colonial Aeroplane Company w 1913 r. Druga zamówiona w Bristolu maszyna nie była satysfakcjonująca. W jej miejsce CFS zbudowała w 1915 r. samolot z części. W 1916 r. zamówiono dwa Boxkite’y XV wyprodukowane przez Grahame-White Aviation Company[23]
- Bułgaria
  - Bułgarskie Siły Powietrzne[31]
- Rumunia
  - Królewskie Rumuńskie Siły Powietrzne[32]
- Rosja
  - Imperatorskie Siły Powietrzne Rosji[33]
- Południowa Afryka
  - Union Defence Forces - South African Air Force[34]
- Królestwo Hiszpanii
  - Hiszpańskie Siły Powietrzne
- Szwecja
  - Szwedzkie Siły Powietrzne
- Wielka Brytania
  - Royal Flying Corps[35]
    - No. 1 Squadron RAF
    - No. 3 Squadron RAF
    - Central Flying School

  - Royal Naval Air Service[36]
    - Eastchurch Naval Flying School